# 東蘭嶺鰍
東蘭嶺鰍（學名：Oreonectes donglanensis），為輻鰭魚綱鯉形目條鰍科嶺鰍屬的其中一種。分布於亞洲中國廣西壯族自治區東蘭縣泗孟鄉的一個地下洞穴中，本魚體延長，前半部呈圓柱形，後半部側扁，尾柄長，口下位，下唇分成兩邊表面具皺褶，觸鬚3對，眼睛退化呈1小黑點，體無鱗片，側線不完整，體淺褐色，魚鰭透明，尾鰭截形略凹，體長可達4.5公分，棲息在洞穴底層水域，生活習性不明。

## 扩展阅读
維基物種上的相關：東蘭嶺鰍